# El Noticiero (Zaragoza)
El Noticiero fue un periódico español, editado en Zaragoza, entre 1901 y 1977.

## Historia
Diario de ideología católica, su primer número salió a la calle el 1 de junio de 1901.
En 1931 el diario fue adquirido por Acción Popular y pasó a apoyar a José María Gil-Robles, convirtiéndose en el órgano de la CEDA en Aragón. Durante el periodo de la Segunda República la publicación mantuvo una línea editorial católica y conservadora, muy hostil al régimen republicano. Constituyó el segundo diario regional más vendido, tras el Heraldo de Aragón.
Durante todo el periodo entre los años 1938 y 1972 será dirigido por Ramón Celma Bernal. En 1972, el periódico es adquirido por dos empresarios aragoneses, Publio Cordón Munilla y Francisco Sánchez-Ventura y Pascual siendo este último hijo del antiguo director. No obstante, las graves dificultades económicas que afrontaba el rotativo llevaron a su cierre definitivo en 1977.
En torno a El Noticiero se configuró una importante empresa editorial, que publicaría numerosas obras de carácter religioso.
Por la dirección del periódico pasaron, entre otros, Luis Mendizábal, Salvador Minguijón Adrián, Manuel Cambón, Julio Martínez Lecha, Norberto Torcal, Inocencio Jiménez, José Álvarez Ude, Genaro Poza, Fernando Bertrán de Lis, Miguel Sancho Izquierdo, Manuel Albareda Herrera, o José María Sánchez Ventura.